# Historia de la relojería

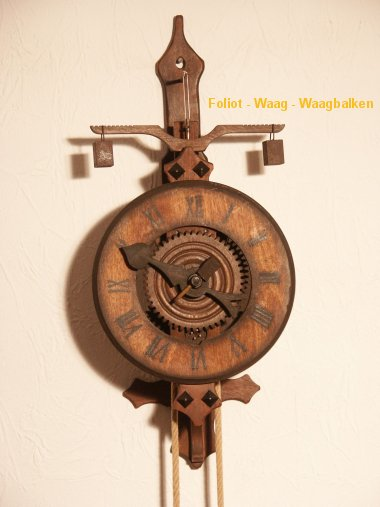
Foliot mostrando la hora con una única aguja

La historia de los relojes (denominada también como historia de la relojería) es la secuencia de eventos que han ocurrido en torno a los descubrimientos científicos de los relojes y autómatas, dispositivos mecánicos capaces de fraccionar, contar y guardar memoria de secuencias en el tiempo. Estos dispositivos han sido creados para proporcionar la hora en situaciones donde los astros no podían verse. Algunos de los dispositivos tienen unos orígenes claros en ciertas técnicas y tecnologías bien datadas, como puede ser el caso de los relojes de arena cuya construcción está ligada al soplado de vidrio. Muchas culturas han mostrado desde la antigüedad interés por medir el tiempo y las fechas del calendario mediante la simple observación de los fenómenos naturales y astronómicos, conocimiento al que debían gran parte de su prosperidad a que eran capaces de predecir con precisión el tiempo de las cosechas y las plantaciones para hacer posible el éxito de sus actividades agrícolas.
La relojería atravesó etapas en las que la regularidad de los astros proporcionaba una medida suficiente del tiempo, pero poco a poco distintos dispositivos mecánicos cada vez más perfeccionados han sido capaces de sustituir esa medida, hasta que los relojes electrónicos y atómicos han alcanzado medidas del tiempo muy precisas empleadas por ejemplo en la localización mediante GPS. Durante estos siglos de evolución no sólo ha crecido la capacidad de los relojes para medir el tiempo con precisión y regularidad, sino que además su coste ha ido bajando hasta llegar a ser muy populares, como en el caso de los relojes de pulsera.
A continuación se describen los medios tecnológicos que se usaron para crear los relojes ideados en distintas épocas. 

## Periodos
La poca precisión de los primitivos aparatos de relojería hace que pueda dividirse la historia de estos dispositivos en cuatro periodos importantes, marcados todos ellos por el grado de precisión que eran capaces de alcanzar las diversas tecnologías relojeras. 
Periodo anterior al reloj de pénduloMarcado por dispositivos con desfases de minutos por día, cubre un periodo anterior a 1656 que coincide con la aparición de los primeros relojes de torre (S XII) en las grandes ciudades europeas. En este periodo los relojes de características no-mecánicas son los más precisos, tales como los relojes de sol.
Periodo entre el péndulo y la aparición de la compensación de temperaturaLos dispositivos alcanzaron precisiones de segundos/día. Este periodo cubre un intervalo que va desde 1656 hasta la primera mitad del S XVIII. Los relojes mecánicos empiezan a dar tiempos de una forma más fiable, aunque las referencias astronómicas son primordiales para ajustar los relojes mecánicos. Es en este periodo cuando se produce la época dorada de la gnomónica (siglo XVII).
Periodo de precisiónIncorporando mejoras sucesivas en las maquinarias se llega a precisiones de menos de un segundo por día. Este período se desarrolló desde mediados del siglo XVIII hasta comienzos del siglo XX. En algunas ocasiones se logró mantener la precisión independientemente de las condiciones del entorno (evitando el efecto de los cambios de presión o temperatura). El final de este periodo coincide con la aparición en escena de los relojes eléctricos.
Periodo de los relojes eléctricosPrecisión por debajo de la centésima de segundo/día. El periodo quedó marcado por la aparición en el año 1917 de los osciladores electrónicos que emplean un cristal de cuarzo (dióxido de silicio - SiO2) y de los relojes atómicos puestos en servicio en 1949 por el U.S. National Bureau of Standards (NBS).

## Sistemas horarios
Los métodos de medida del tiempo se fundamentaron desde sus comienzos en el sistema sexagesimal, muy común en el mundo occidental. Estos sistemas horarios se originaron hace cerca de 4000 años en Mesopotamia y Egipto; y un sistema similar fue desarrollado posteriormente en Mesoamérica. El primer calendario pudo haber sido creado en el último periodo glacial por una sociedad de cazadores-recolectores en la que se emplearon herramientas tales como 'palos' y 'huesos' para observar el alineamiento de sus sombras, las apariciones de ciertos astros o como sistema de conteo de las fases de la luna o de las estaciones. Se construyen por esta época disposiciones en forma de círculos de piedra, tales como el famoso Stonehenge, que fueron erigidos en diferentes partes del mundo, especialmente en la Europa prehistórica y están considerados como uno de los primeros calendarios empleados para predecir las estaciones y los eventos anuales tales como los equinoccios o los solsticios. Debido a la falta de registros escritos de las sociedades megalíticas, se sabe muy poco acerca de la utilidad de estas construcciones y de las tecnologías empleadas para levantarlas, aunque se han formulado numerosas teorías al respecto.
El uso de los sistemas horarios ha ido parejo a la historia de la relojería. Los primeros sistemas horarios dividían el día (el arco diurno del sol) en 12 horas, lo que hacía que las horas fuesen más largas en verano, y más cortas en invierno, división división del tiempo conocida como sistema horario temporario. Los primeros sistemas de veinticuatro horas al día de igual duración fueron el de horas itálicas (Horae ab Occasu; con el inicio de la cuenta fijado respecto al ocaso) y el de las horas babilónicas (Horae ab Ortu; con el inicio de la cuenta fijado con respecto al mediodía). Las horas canónicas (subdivididas en dos grupos de horas menores y horas mayores) empleadas durante siglos en las comunidades cristianas estaban basadas en un sistema de ocho horas, señaladas mediante campanadas casi siempre a estima.
La proliferación de los relojes mecánicos instalados en las torres de los campanarios significó el paso a un sistema de 24 horas iguales, aunque cada ciudad se regía por su hora local (marcada por su longitud geográfica), de forma que en cada lugar las 12 del mediodía coincidían con el punto más alto del Sol sobre el horizonte. En un principio, el pequeño desfase entre localidades cercanas no tenía mayor importancia, pero cuando el desarrollo del ferrocarril en el siglo XIX permitió recorrer grandes distancias en espacios de tiempo relativamente cortos, la situación cambió por completo, debido a la necesidad de las compañías ferroviarias de establecer horarios unificados para poder planificar con eficacia el movimiento de sus trenes. Durante unas décadas del siglo XIX, hasta que el desarrollo del telégrafo permitió sincronizar la hora entre lugares distantes, fueron los relojes de las estaciones de ferrocarril (sincronizados a su vez con los relojes de los revisores que viajaban en los trenes) los que permitían ajustar aproximadamente la hora de los demás relojes de su entorno. No sería hasta 1884 cuando se estableció el Tiempo Medio de Greenwich, que acabaría convirtiéndose en la referencia para el establecimiento del sistema internacional de husos horarios.

## Antecedentes

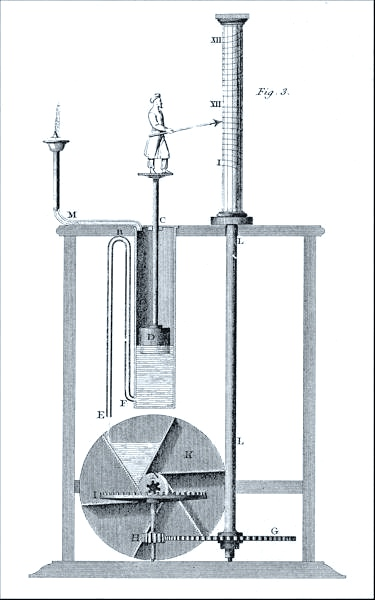
Ilustración de la clepsidra de Ctesibio de Alejandría datada en el.

Los dispositivos que inicialmente midieron el tiempo estaban directamente ligados a la observación de los movimientos regulares de los astros en el cielo; un ejemplo de ello son los relojes solares. La regularidad mostrada por los astros poco a poco se fue simulando con algunos dispositivos básicos de conteo tales como relojes de arena, clepsidras (relojes de agua), o relojes de fuego. Algunos de ellos se fundamentaban en la observación de fenómenos regulares en la naturaleza, como pueden ser los relojes de marea. Estos dispositivos primitivos eran capaces de medir el transcurso del tiempo con muy poca precisión, y en estas primeras etapas puede que no llegaran a medir más allá de un cuarto de hora.   
Los primeros relojes solares en occidente fueron construidos gracias a los conocimientos astronómicos de los egipcios, que les permitieron orientar la pirámide de Keops, c. 2550 a. C., mediante referencias estelares. Mil años después, en la época del faraón Tutmosis III (c. 1500 a. C.), se diseñó un instrumento denominado sechat; un pequeño reloj solar para medir el tiempo mediante la longitud de las sombras que constaba de dos piezas prismáticas, pétreas, de unos tres decímetros de longitud, situadas perpendicularmente, donde una tenía marcadas las horas y otra servía de aguja. Debió ser un instrumento muy popular entre los sacerdotes egipcios debido a que sus dimensiones permitían que fuese un instrumento portátil. Los primeros relojes solares se construían mediante la proyección de la sombras de un ortostilos sobre una superficie reglada. 
En el caso de los relojes de arena la gravedad fuerza a deslizar los finos granos de arena procedentes de una ampolleta de vidrio que caían deslizándose por un estrecho orificio a una ampolla inferior. El tiempo se medía en forma de intervalos en los que cesaban de caer los granos de arena debido al vaciado de la ampolleta superior. Este tipo de relojes podía llegar a medir hasta un cuarto de hora. Los relojes de agua (clepsidras) tenían un funcionamiento similar mediante el empleo de líquidos en lugar de arena, y de esta forma el goteo iba marcando el transcurso del tiempo, y en algunos casos, un flotador con un índice de nivel hacía de indicador de la hora. La mejora y estudio detallado de los mecanismos que regulaban estos primeros dispositivos hizo que fuera poco a poco apareciendo un mecanismo rudimentario capaz de oscilar mecánicamente: se trataba de los primeros relojes antes de la introducción del péndulo en el mecanismo.   
Es en plena Edad Media cuando el rey Alfonso X el Sabio en el siglo XIII dentro de sus obras astronómicas donde menciona un conjunto de posibilidades de medir el tiempo, En una recopilación sobre los libros sobre relojes habla de los relojes de sol y de las clepsidras, así como de relojes elaborados con fuego o mercurio (relogio del argent vivo). Quitando la existencia del misterioso mecanismo de Anticitera no existen noticias de relojes mecánicos anteriores a esta fecha.

## Relojes primitivos

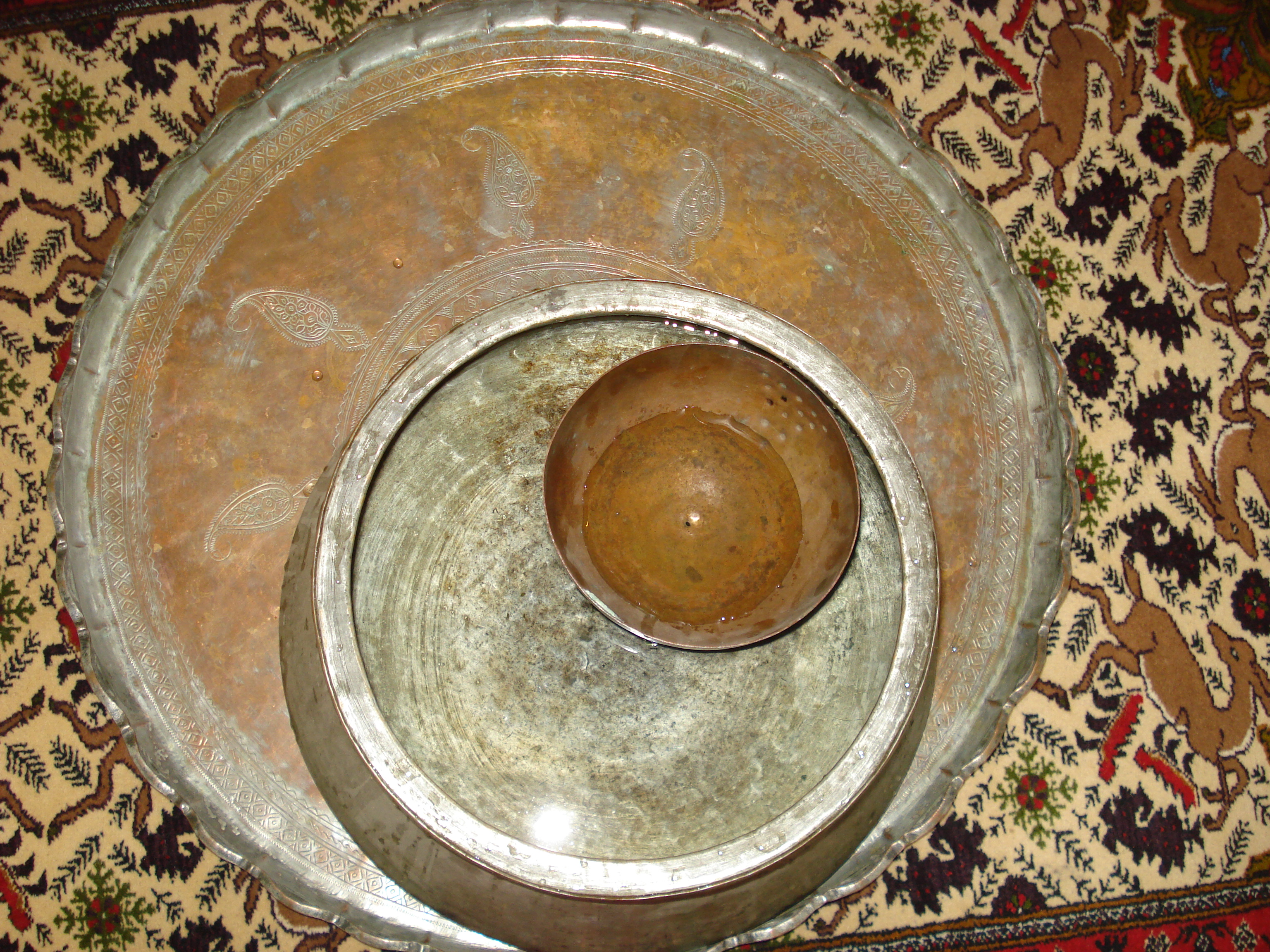
Reloj de agua persa.

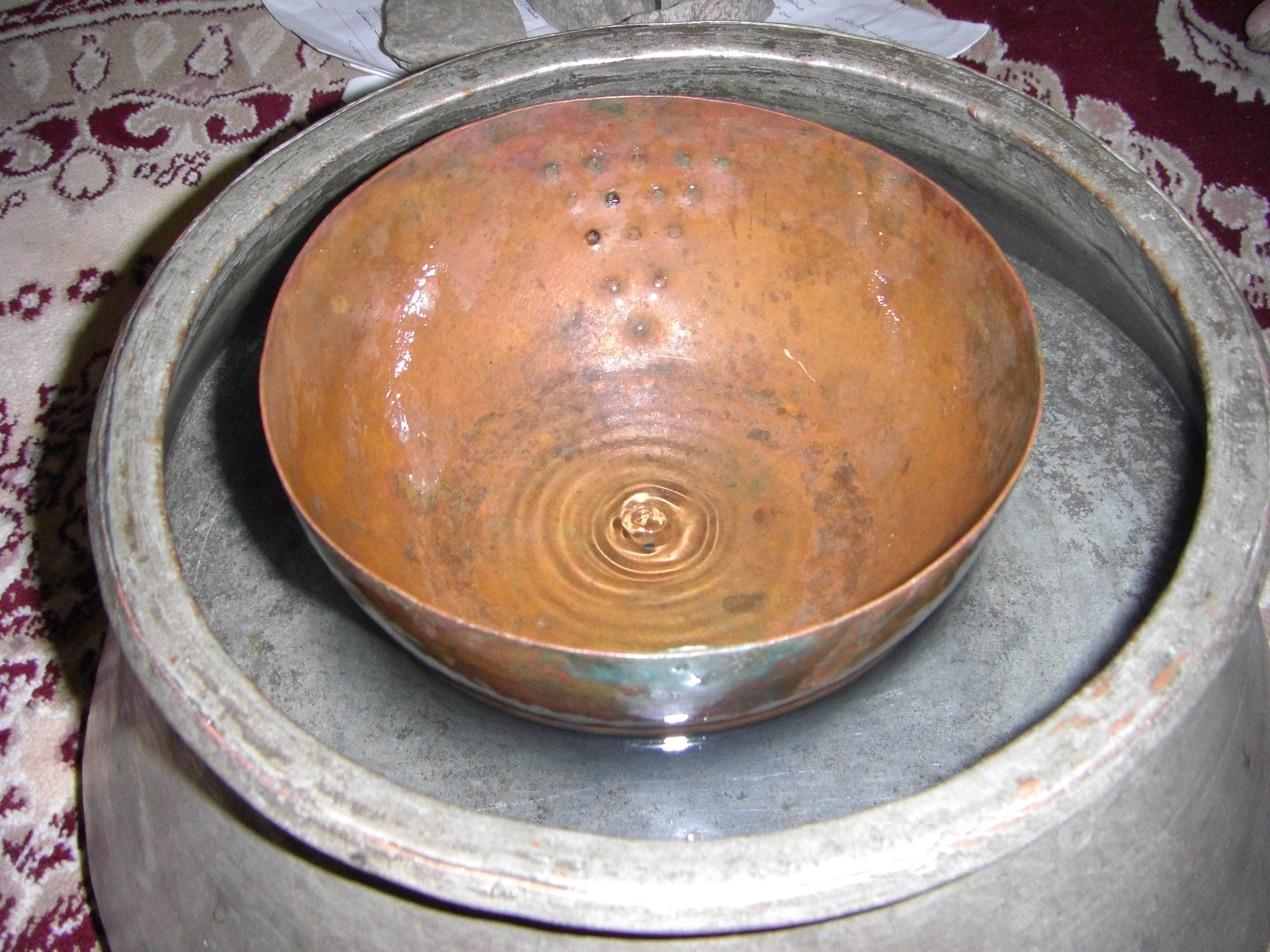
Reloj de agua persa de hace 2500 años.

### Relojes de sol y astronómicos
Los relojes de sol han acompañado a la humanidad desde los primeros tiempos en los que apareció la curiosidad astronómica de determinar el transcurso del tiempo mediante la simple observación directa o indirecta del movimiento de los astros. En el caso de los relojes de sol la observación y medida de la evolución de la sombra de un stilo sobre una escala indica el paso del tiempo. Es muy posible que los primeros dispositivos solares estuviesen dedicados a proporcionar más una información relativa al calendario, indicando el paso de las estaciones. De esta forma se tienen disposiciones de piedras alargadas y ordenadamente dispuestas para producir "alineamientos" específicos, como es el caso de Stonehenge.
Ejemplos
- Relojes de pie, reloj de misa (horas canónicas)
- Reloj Solar de Augusto

### Relojes de agua y relojes de arena
El empleo documentado de dispositivos de medida del tiempo que emplean el flujo del agua (denominados también clepsidras) se remonta a la Dinastía Shang y su introducción en China quizás proviniese de Mesopotamia en algún instante durante el segundo milenio antes de Cristo. Durante la dinastía Han (202 a. C.) se hicieron mejoras en los dispositivos de agua y se les fue incluyendo un flotador capaz de hacer de indicador. Uno de los precursores de las clepsidras primitivas es Zhang Heng, siendo las mejoras que realizó documentadas posteriormente por el inventor y científico Shen Kuo. Durante la dinastía Sui los inventores Geng Xun y Yuwen Kai fueron los primeros en crear la clepsidra equilibrada con posiciones estándar gracias al empleo de una balanza de hierro. La clepsidra balanceada permitía el ajuste estacional de las horas (a un sistema temporario) mediante el control del flujo de agua.

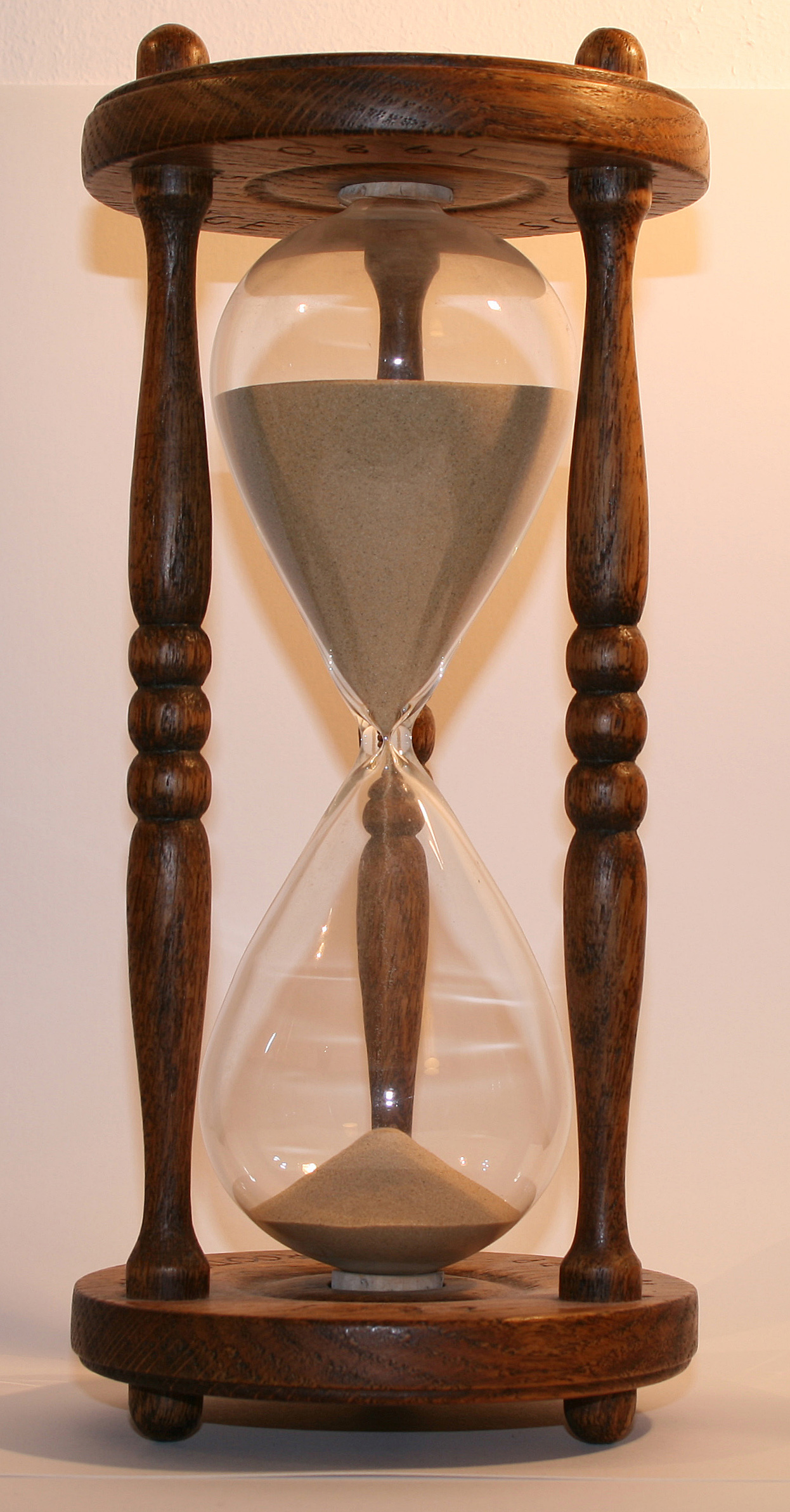
Reloj de arena

Durante el siglo III a. C. el matemático griego Ctesibio elaboró diversos relojes de agua como resultado de sus estudios en hidráulica. Posteriormente Platón hace mención de un dispositivo hidráulico que empleaba como reloj despertador de los alumnos en la academia de Atenas. El uso más documentado de estos relojes de agua era la medida de los intervalos de tiempo de los oradores de los tribunales, como se menciona en el Teeteto de Platón.
Los ingenieros árabes del siglo XIII, durante lo que se denomina como Edad de Oro del Islam, perfeccionaron las diversas clepsidras que provenían de oriente. Un ejemplo es Al Jazarí, que en el año 1206 realizó diversos estudios relativos a los relojes de agua elaborados por los chinos, conocimiento que acabó reflejando en un dispositivo denominado reloj elefante.

### Relojes de fuego
Los relojes de fuego comprenden una categoría de dispositivos en los que la evolución de una simple llama o la combustión regular de un material indican el paso del tiempo al ser comparados con una escala. Se desconoce por completo desde cuándo se empezaron a emplear este tipo de relojes. Algunos como los relojes de vela fueron muy importantes en la Edad Media aunque su primera referencia escrita data del año 520, cuando se describe en un poema de You Jiangu, en el que se menciona como este reloj de vela se emplea para determinar las horas de la noche. Relojes similares se emplearon en Japón hasta el siglo X.
Uno de los relojes de fuego más mencionados data de la época de Alfredo el Grande.

## Aparición del reloj mecánico

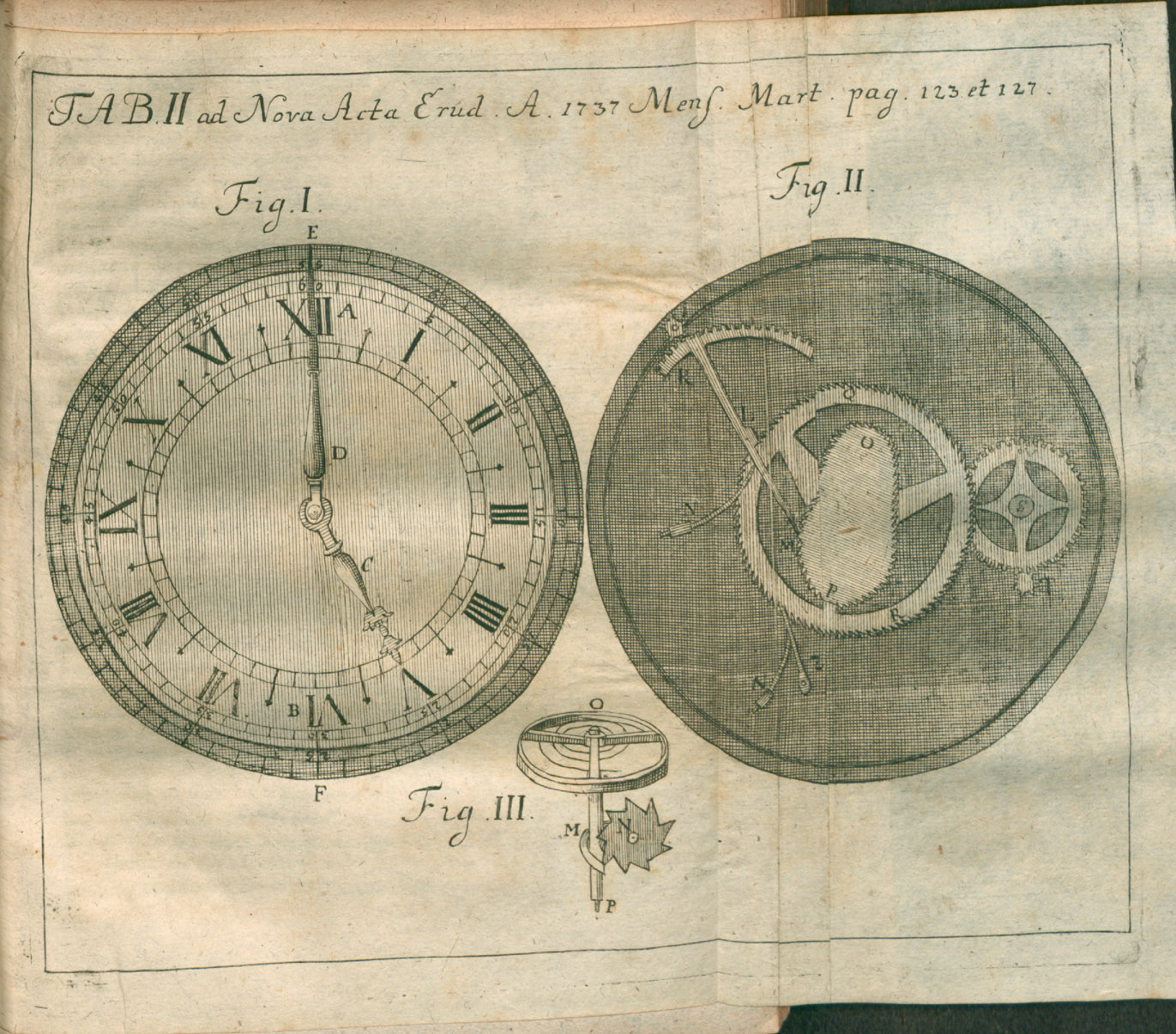
Ilustración de un reloj, procedente del Acta Eruditorum de 1737

Los relojes empezaron a construirse con piezas mecánicas móviles a finales del siglo XIII (uno de los primeros fue el del abad Richard de Wallingford), y eran tan grandes que se colocaban en iglesias y ayuntamientos. La ubicación de estos instrumentos era en lugares altos y públicos, generalmente torres donde se podían tocar las campanas y poder así distribuir las señales horarias a la población. En esta época algunos relojes se construían con sonería unida mecánicamente a los mecanismos propios del reloj. Muchos de estos primitivos relojes no poseían una esfera visible al exterior, incluso se caracterizaban por tener una sola aguja (no poseían minuteros). Durante el periodo de la Alta Edad Media las señales horarias de los campanarios correspondían en algunas comunidades religiosas a las horas canónicas, no al tiempo civil. La clave de toques de campana para cada una de esas horas la descubrió el investigador Antonio Simoni en el año 1933. Es muy posible que en las primeras épocas de aparición de los relojes mecánicos estos se ajustaran mediante el uso de relojes de sol o meridianas. Por entonces era muy habitual ajustar los relojes mecánicos dos veces al día con respecto a relojes solares o meridianas, con el fin de poder asegurar una mínima precisión. 

### Aparición del péndulo
En las investigaciones realizadas en las diferentes comunidades científicas a lo largo de la Alta Edad Media se estaba buscando un método capaz de regular la maquinaria de un reloj. Ya en el Renacimiento, uno de los primeros investigadores que se ocupó de este problema fue Galileo Galilei, quien vislumbró por primera vez en occidente la posibilidad de regular mediante un péndulo la maquinaria de un reloj. A pesar de que Galileo estudió la cinemática del péndulo con detalle antes del año 1582, se puede decir que nunca construyó un reloj basado en el uso de este elemento.

### Reducción del tamaño de la maquinaria

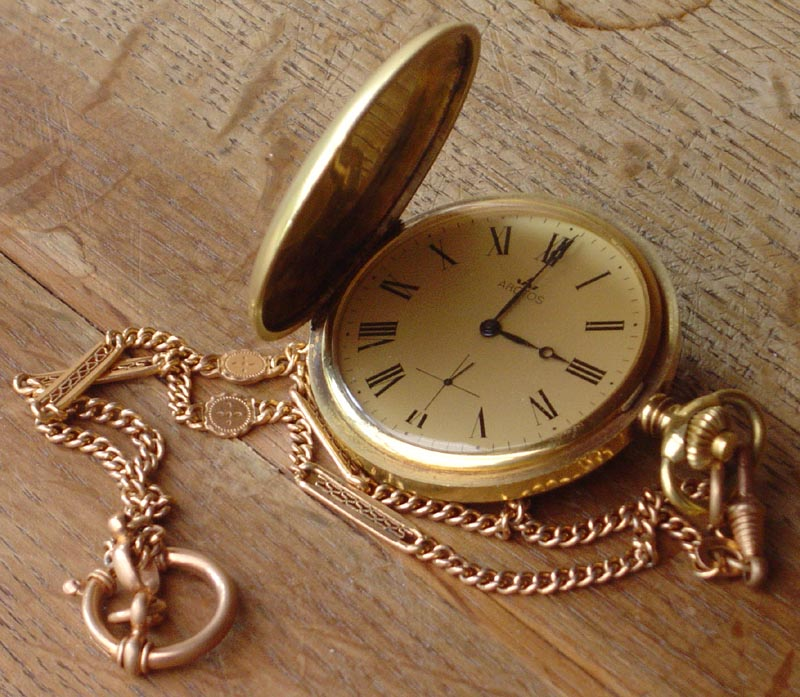
Un reloj de bolsillo

Los descubrimientos y mejoras introducidas por los inventores del siglo XVII se fueron acumulando en relojes mecánicos cada vez más precisos y regulares. Las mejoras incluyeron la posibilidad de reducir el tamaño de las maquinarias de forma progresiva, hasta lograr que los relojes fuesen portables. Poder consultar el tiempo en cualquier instante y lugar fue uno de los grandes avances de la relojería.

### El reloj de pulsera
Ya en el año 1904, el aviador Alberto Santos-Dumont pidió a su amigo francés Louis Cartier, un prestigioso relojero, que le diseñara y construyera un reloj útil durante sus vuelos. El reloj de pulsera ya había sido inventado por Patek Philippe en el año 1868 como un "reloj de pulsera femenino", diseñado más como un objeto de joyería. Como el reloj de bolsillo era muy poco práctico para la aviación, Louis Cartier creó para Santos un reloj de pulsera, el primer reloj de pulsera diseñado para ser de uso práctico. Uno de los hitos históricos de los relojes de pulsera se produjo cuando el Omega Speedmaster Professional fue elegido por la NASA como el cronógrafo para los astronautas del Programa Apolo.

### Cronómetros y cronógrafos
El problema de la longitud surgió en el siglo XVIII debido a los esfuerzos de los marinos por determinar con precisión la longitud en alta mar. Como solución a este problema se fijó la atención en la mejora de los cronógrafos marinos que son dispositivos de gran precisión capaces de mantener regularmente su marcha durante largos períodos, incluso en situaciones adversas como la mar. El desarrollo de este tipo de relojes alcanzó su auge gracias al relojero inglés John Harrison (1693-1776) que durante casi 30 años de su vida incorporó sucesivas mejoras técnicas a sus relojes, a los que denominó H-1 (Harrison primero), hasta el H-5. Cada uno de ellos incorporaba no sólo mejoras en la precisión, sino que además eran cada vez más y más pequeños y manejables.

## Dispositivos modernos

### Relojes eléctricos

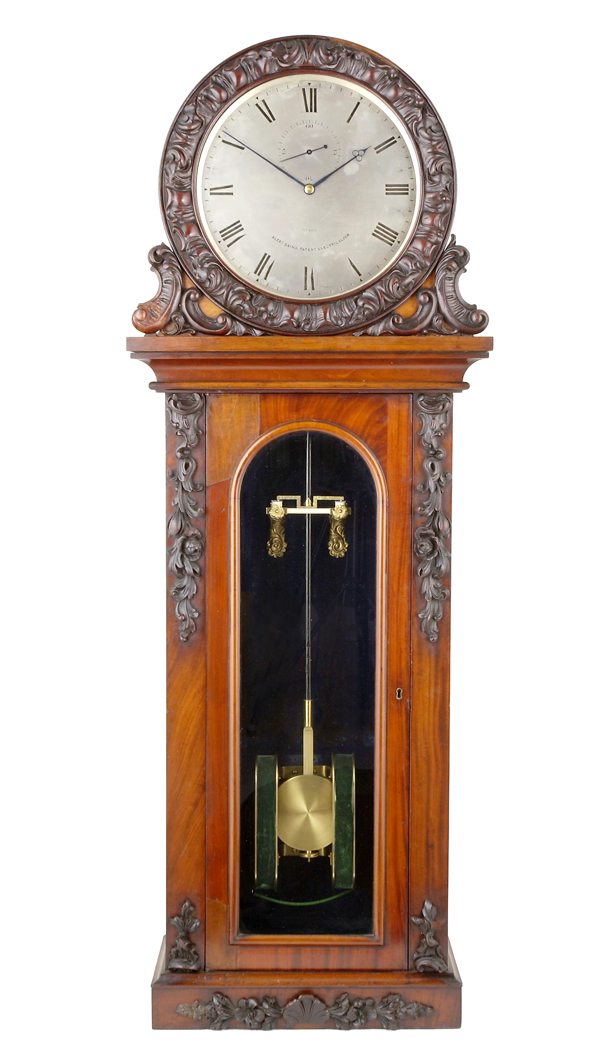
Uno de los primeros relojes electromagnéticos de Alexander Bain, de la década de 1840

En 1815, el prolífico inventor inglés Francis Ronalds produjo el precursor del reloj electrónico, el reloj electroestático. Se alimentaba con un tipo baterías de alto voltaje de extraordinaria duración, pero con el inconveniente de que sus propiedades eléctricas variaban según la temperatura y la humedad del aire. Experimentó con formas de regular la electricidad y sus dispositivos mejorados demostraron ser más fiables.
En 1840, el fabricante escocés de relojes e instrumentos Alexander Bain utilizó por primera vez la electricidad para mantener el movimiento de un reloj de péndulo, por lo que se le atribuye la invención del reloj eléctrico. El 11 de enero de 1841, Bain y el fabricante de cronómetros John Barwise registraron una patente que describía un reloj con un péndulo electromagnético. El científico inglés Charles Wheatstone, a quien Bain conoció en Londres para discutir sus ideas sobre un reloj eléctrico, produjo su propia versión del reloj en noviembre de 1840, pero Bain ganó una batalla legal para ser reconocido como el inventor.
En 1857, el físico francés Jules Antoine Lissajous mostró cómo se puede usar una corriente eléctrica para hacer vibrar un diapasón indefinidamente, y probablemente fue el primero en usar la invención como un método para medir con precisión la frecuencia. Las propiedades piezoeléctricas de los cristales de cuarzo fueron descubiertas por los hermanos físicos franceses Jacques y Pierre Curie en 1880.
Los relojes de péndulo más precisos estaban controlados eléctricamente. El Shortt–Synchronome, un reloj de péndulo accionado eléctricamente diseñado en 1921, fue el primero en disponer de un movimiento más regular que el de la propia Tierra.
Una sucesión de innovaciones y descubrimientos condujo a la invención del moderno reloj de cuarzo. El oscilador electrónico se inventó en 1912. El físico británico William Eccles utilizó por primera vez un oscilador eléctrico para sostener el movimiento de un diapasón en 1919; su logro eliminó gran parte de la amortiguación asociada con los dispositivos mecánicos y maximizó la estabilidad de la frecuencia de la vibración.
El primer oscilador de cristal de cuarzo fue construido por el ingeniero estadounidense Walter G. Cady en 1921, y en octubre de 1927 Joseph Horton y Warren Marrison de los Bell Labs describieron el primer reloj de cuarzo. Las décadas siguientes vieron el desarrollo de los relojes de cuarzo como dispositivos de medición de tiempo de precisión en entornos de laboratorio: la voluminosa y delicada electrónica de conteo, construida con válvulas de vacío, limitó su uso práctico en otros lugares. En 1932 se desarrolló un reloj de cuarzo capaz de medir pequeñas variaciones semanales en la velocidad de rotación de la Tierra. Su inherente estabilidad y precisión física y química ha dado como resultado su posterior proliferación, y desde la década de 1940 han formado la base para mediciones de precisión de tiempo y frecuencia en todo el mundo.

### Relojes de pulsera modernos
Los relojes de bolsillo comenzaron a ser sustituidos por los de pulsera a principios del siglo XX. Los suizos, que fueron neutrales durante la Primera Guerra Mundial, fabricaron relojes de pulsera para ambos bandos del conflicto. La aparición de los tanques en la guerra influyó en el diseño del reloj Cartier Tank, y el diseño de los relojes durante la década de 1920 estuvo influido por el estilo art déco. El reloj automático, introducido por primera vez con un éxito limitado en el siglo XVIII, fue reintroducido en la década de 1920 por el relojero inglés John Harwood. Después de que se declarara en quiebra en 1929, se levantaron los derechos de patente sobre los relojes automáticos y empresas como Rolex pudieron producirlos. En 1930, Tissot produjo el primer reloj antimagnético (es decir, que su marcha no se ve afectada por la proximidad de un imán).
Los primeros relojes alimentados con pequeñas baterías eléctricas se desarrollaron en la década de 1950. Los relojes de alta calidad fueron producidos por firmas como Patek Philippe, como por ejemplo su modelo Ref. 1518 de 1933, posiblemente el reloj de pulsera más complicado jamás fabricado en acero inoxidable, que alcanzó un precio récord mundial en 2016 cuando se vendió en una subasta por más de 11 millones de dólares.
El Speedmaster Professional o "Moonwatch" de cuerda manual se usó durante el primer paseo espacial de un astronauta estadounidense como parte de la misión Gemini 4 de la NASA, y fue el reloj que usó el primer astronauta que pisó la Luna durante la misión Apolo 11. En 1969, Seiko produjo el primer reloj de pulsera de cuarzo del mundo, el Astron.
Durante la década de 1960, la introducción de relojes fabricados con transistores y piezas de plástico permitió a las empresas reducir la mano de obra necesaria. Para la década de 1970, muchas de esas empresas que mantenían técnicas de trabajo de metales más complicadas habían quebrado.

### Aparición de los relojes atómicos
Los relojes atómicos son los dispositivos de cronometraje más precisos en uso práctico en la actualidad. Con una precisión de unos pocos segundos durante muchos miles de años, se utilizan para calibrar otros relojes e instrumentos de cronometraje. El Instituto Nacional de Estándares y Tecnología de los Estados Unidos (NBS, ahora Instituto Nacional de Estándares y Tecnología (NIST)) cambió la forma en que se basaba el estándar de tiempo de los Estados Unidos del cuarzo al reloj atómico en la década de 1960.

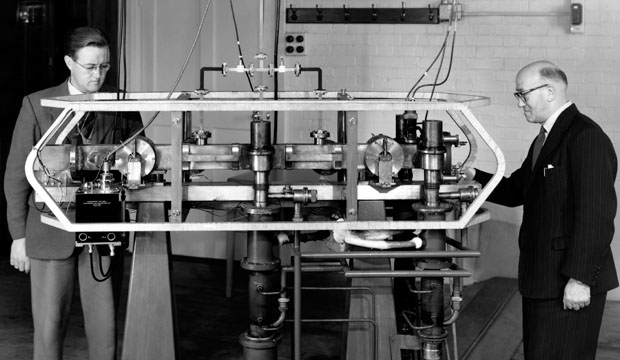
Louis Essen (derecha) y Jack Parry junto al primer reloj atómico de cesio

La idea de usar transiciones atómicas para medir el tiempo fue sugerida por primera vez por el científico británico William Thomson en 1879, aunque fue solo en la década de 1930 con el desarrollo de la resonancia magnética nuclear cuando se dispuso de un método práctico para medir el tiempo de esta manera. Un prototipo de dispositivo a partir de un máser de amoníaco fue construido en 1948 en el NIST. Aunque menos preciso que los relojes de cuarzo existentes en ese momento, sirvió para demostrar el concepto.
El primer reloj atómico preciso, un estándar de cesio basado en una determinada transición del átomo de cesio, fue construido por el físico inglés Louis Essen en 1955 en el National Physical Laboratory de Londres. Se calibró mediante el uso de la escala de tiempo astronómico tiempo de efemérides (ET).
En 1967 el Sistema Internacional de Unidades (SI) estandarizó su unidad de tiempo, el segundo, sobre las propiedades del cesio: se definió el segundo como 9.192.631.770 ciclos de la radiación que corresponde a la transición entre dos niveles de energía del espín electrónico del estado fundamental del átomo de cesio 133Cs. El reloj atómico de cesio que mantiene el NIST tiene una precisión de 30 mil millonésimas de segundo por año. Los relojes atómicos han empleado otros elementos, como el vapor de hidrógeno y rubidio, que ofrecen mayor estabilidad (en el caso de los relojes de hidrógeno) y menor tamaño, menor consumo de energía y, por tanto, menor coste (en el caso de los relojes de rubidio).

## Bibliografía complementaria

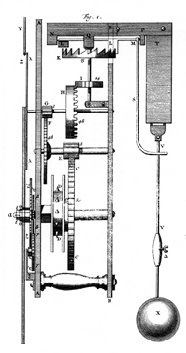
Reloj de péndulo de la época de Christian Huygens.